# ورزشگاه فریولی
ورزشگاه فریولی (به ایتالیایی: Stadio Friuli) ورزشگاهی در شهر اودینه در کشور ایتالیا است.
بازی‌های خانگی باشگاه فوتبال اودینزه در این ورزشگاه برگزار می‌شود.